# David Mulenga
Pour les articles homonymes, voir Mulenga.
David Mulenga (né le 8 août 2002) est un athlète zambien, spécialiste du 400 mètres.

## Biographie
Il est médaillé d'argent du relais 4 × 400 m lors des championnats d'Afrique 2022.
En 2024, il remporte la médaille d'or du relais 4 × 400 m lors des Jeux africains à Accra au Ghana. L'équipe de Zambie, composée par ailleurs de Patrick Nyambe, Kennedy Luchembe et Muzala Samukonga, établit un nouveau record national ainsi qu'un nouveau record de la compétition en 2 min 59 s 12, obtenant leur qualification pour les Jeux olympiques de 2024.

## Palmarès
| Date | Compétition            | Lieu         | Résultat | Épreuve         | Marque        |
| ---- | ---------------------- | ------------ | -------- | --------------- | ------------- |
| 2022 | Championnats d'Afrique | Saint-Pierre | 2e       | 4 × 400 m       | 3 min 5 s 53  |
| 2022 | Championnats d'Afrique | Saint-Pierre | 5e       | 4 × 400 m mixte | 3 min 27 s 06 |
| 2022 | Jeux du Commonwealth   | Birmingham   | 5e       | 4 × 400 m       | 3 min 4 s 76  |
| 2024 | Jeux africains         | Accra        | 1er      | 4 × 400 m       | 2 min 59 s 12 |
| 2024 | Championnats d'Afrique | Douala       | 3e       | 4 × 400 m       | 3 min 2 s 56  |

## Records
| Épreuve | Marque  | Lieu   | Date         |
| ------- | ------- | ------ | ------------ |
| 400 m   | 46 s 14 | Lusaka | 20 mars 2021 |